# Mal secco
Le mal secco est une maladie cryptogamique touchant les agrumes, et plus particulièrement le citronnier (Citrus limon) dont l'agent pathogène est une espèce de champignons ascomycètes de l'ordre des Pleosporales, Plenodomus tracheiphilus. Cette maladie est apparue pour la première fois en 1894 dans deux îles grecques de la mer Égée, Chios et Poros. Son nom vient de l'italien mal secco qui signifie « mal sec ».
Le sujet est infecté le plus souvent à la suite de blessures. Cette maladie est une grave maladie vasculaire (trachéomycose) qui empêche la sève de circuler correctement et entraîne le dessèchement de la branche atteinte. La maladie se propage des extrémités de la plante au tronc, entraînant à court ou moyen terme (un ou deux ans) le dépérissement de celle-ci, puis sa mort.
Il n'existe à l'heure actuelle que des traitements préventifs, aucun curatif.

## Distribution
Cette maladie est présente dans tout le bassin méditerranéen, à l'exception de la péninsule Ibérique et du Maroc, ainsi que dans la région du Caucase et au Proche-Orient,.